# Felis chaus kutas
Felis chaus kutas  (лат.) — подвид камышового кота класса млекопитающих отряда хищных семейства кошачьих.
Обитает на водно-болотных угодьях в районах с засушливым климатом. Кот питается грызунами из рода пластинчатозубые крысы (Nesokia), песчанками индийская песчанка татера (Tatera indica), а также видами рыб из Инда. Как правило, он охотится в течение дня, а в ночное время отдыхает.
В последнее время места обитания кошки расширились за счет увеличения орошаемых сельскохозяйственных земель в Южной Азии. Встречается в основном в Пакистане (в регионе Фейсалабад) и в некоторых районах Индии. Зоологи полагают[уточнить], что данный подвид раньше обитал также на территории современного Ирака.